# Xylocalyx
Xylocalyx es un género plantas fanerógamas perteneciente a la familia Scrophulariaceae. Ahora clasificada dentro de la familia Orobanchaceae. Comprende cinco especies descritas.

## Taxonomía
El género fue descrito por Isaac Bayley Balfour y publicado en Proc. Roy. Soc. Edinburgh 12: 84. 1883. La especie tipo es Xylocalyx asper

## Especies seleccionadas
- Xylocalyx aculeolatus
- Xylocalyx asper
- Xylocalyx carterae
- Xylocalyx hispidus
- Xylocalyx recurvus